# Alsek Ranges
Alsek Ranges är ett berg i Kanada.   Det ligger i British Columbia och Yukon, i den västra delen av landet, 4 300 km väster om huvudstaden Ottawa. Toppen på Alsek Ranges är 355 meter över havet.
Terrängen runt Alsek Ranges är bergig åt nordost, men åt sydväst är den kuperad. Trakten runt Alsek Ranges är nära nog obefolkad, med mindre än två invånare per kvadratkilometer.. Det finns inga samhällen i närheten.